# 리처드 B. 모리스
리처드 모리스(Richard B. Morris; 1904년 7월 24일~1989년 3월 3일)는 미국의 역사학자로, 식민지 시대 미국의 법의 역사라는 새로운 분야를 개척했다.  후기에는 미국 혁명의 헌법적, 외교적, 정치적 역사와 미국 헌법의 제정 연구에 관심을 가졌다.

## 경력

### 뉴욕의 시립 대학에서
1927년에, 모리스는 뉴욕에 있는 시립 대학에서 역사를 가르치기 시작했다.  

### 컬럼비아 대학교
1949년에 모리스는 컬럼비아 대학교로 옮겨서, 역사교수로 일하였다. 

### 프로젝트 '87
1976년에는 '87 프로젝트로 역사학자, 정치 과학자, 법학자들을 모아서 헌법연구를 하였다.  

## 저서
- Richard B. Morris, Studies in the Early History of American Law, With Special Reference to the Seventeenth and Eighteenth Centuries (1930, 1959)
- Richard B. Morris, Government and Labor in Early America (1946)
- Richard B. Morris, The Peacemakers: The Great Powers and American Independence (1965)
- Richard B. Morris, The American Revolution Reconsidered (1966)
- Richard B. Morris, John Jay, the Nation, and the Court (1967)
- Richard B. Morris, Fair Trial: Fourteen Who Stood Accused, from Anne Hutchinson to Alger Hiss (1967)
- Richard B. Morris, The Emerging Nations and the American Revolution (1970)
- Richard B. Morris, Seven Who Shaped Our Destiny: The Founding Fathers as Revolutionaries (1973) : 벤저민 프랭클린, 조지 워싱턴, 존 애덤스, 토머스 제퍼슨, 존 제이, 제임스 매디슨, 알렉산더 해밀턴
- Richard B. Morris, ed., John Jay: Unpublished Papers, 1743–1780 (1976)
- Richard B. Morris, "The American Revolution as an Anti-colonial War" in Conspectus of History (1976)
- Richard B. Morris, ed., John Jay: Unpublished Papers, 1780–1784 (1980)
- Richard B. Morris, Witnesses at the Creation: Hamilton, Madison, Jay and the Constitution (1985)
- Richard B. Morris, The Forging of the Union, 1781–1789 (1987)